# رزیق خراعی
مصعب رزیق بن ماهان بن میرعرب خُزاعی از اشراف ایرانی بود که در قرن هفتم و هشتم میلادی زندگی می‌کرد. او نیای سلسله طاهریان است. او در ابتدا زرتشتی بود، اما به اسلام گروید و مولای طلحه ابن عبدالله الخزاعی، از اشراف اعراب از قبیله بنی خزاعه، شد که به عنوان والی سیستان فرمان راند. 
پسر روزیق، مصعب، بعدها نقشی مهم در انقلاب عباسیان ایفا کرد و بعدها خلیفه عباسی به او پاداش داد و و او را فرمان‌روای پوشنگ و هرات کرد. روزیق ظاهراً چند سال بعد درگذشت. فرزندان مصعب رزیق حسین، بهرام، محمود، ورقا و قهقا بودند.